# Карлос Техас
Карлос Техас (ісп. Carlos Tejas, нар. 4 жовтня 1971, Ікіке) — чилійський футболіст, що грав на позиції воротаря.
Виступав, зокрема, за клуб «Кокімбо Унідо», а також національну збірну Чилі.

## Клубна кар'єра
У дорослому футболі дебютував 1995 року виступами за команду «Кокімбо Унідо», в якій провів три сезони, взявши участь у 42 матчах чемпіонату. Після цього ще три роки грав за іншу команду з Чилі «Сантьяго Морнінг». У 2001 році він на один сезон повернувся в «Кокімбо Унідо».
Згодом з 2002 по 2008 рік грав у складі клубів «Кобрелоа», «Депортес Ла-Серена» та «О'Хіггінс». У 2009 році він повернувся в свій перший клуб «Кокімбо Унідо», у складі якого незабаром і завершив ігрову кар'єру.

## Виступи за збірну
У 1997 році Техас вперше був викликаний до національної збірної Чилі. Після цього він також викликався в національну збірну, однак жодного разу не вийшов на поле в складі команди.
Тим не менш Техас був у заявці збірної Чилі на Кубку Америки 1997 року у Болівії та чемпіонаті світу 1998 року у Франції.